# Partners in Crime
"Partners in Crime" (KBS 방영 제목: 〈범죄자 커플〉)는 영국의 SF 드라마 《닥터 후》 시리즈 4의 첫번째 에피소드이다. 2008년 4월 5일 BBC One에서 처음으로 방영되었다. 코미디언 출신 배우 캐서린 테이트가 닥터의 새로운 동행자인 도나 노블로 다시 출연하였는데 이는 2006년 크리스마스 스페셜 에피소드 "The Runaway Bride" 이후 2년 만이었다.
에피소드의 줄거리는 도나와 10대 닥터 (데이비드 테넌트)가 '아디포스 인더스트리'라는 수상한 다이어트약 제품 개발사를 각자 조사하다가 만난다는 이야기이다. 런던의 수만 명이 이미 약을 복용한 상황에서, 회사 대표이자 외계인인 포스터 씨 (사라 랭커셔)는 고객들을 분해시켜 '아디포스'라는 지방 외계종족을 만들려는 음모를 세우고 있었고, 두 사람은 런던 시민들의 죽음을 막기 위해 나서게 된다.
닥터와 도나 외에도 이전 에피소드에 등장했던 세 사람이 다시 출연하는 에피소드이기도 하다. 우선 "The Runaway Bride"에서 도나의 엄마인 실비아 노블 역으로 나온 재클린 킹, "Voyage of the Damned"에서 윌프레드 모트 역으로 나온 버나드 크리빈스, 마지막으로 시리즈 2 마지막화 "Doomsday" 이후 드라마에서 하차했던 로즈 타일러 역의 빌리 파이퍼가 다시 모습을 보였다.
이번 에피소드의 평가는 여러모로 긍정적이었다. 우선 작중 아디포스 종족을 위해 판타지나 SF 영화에서 군집 시퀀스용으로 많이 쓰이는 '매시브'라는 CG 프로그램이 사용되었는데, 이러한 특수효과 부분을 마음에 들어한 평론가들이 많았다. 또 지난 출연이었던 "The Runaway Bride"에서보다 한층 차분해진 테이트의 연기에도 찬사를 보냈다. 이는 도나라는 캐릭터 자체가 1회성 출연에 불과한 "고성 지르는 여편네" (fishwife)에서 한 시즌 내내 출연하는 동행자로 변모하며 보다 감성적인 등장인물로 바뀌었기 때문이다. 총괄프로듀서 러셀 T 데이비스의 각본에 대해서는 "순수한 재미"에서 "담배갑 뒷면"이란 평까지 다양했다.

## 줄거리
도나 노블은 10대 닥터를 만났을 때 타디스를 타고 여행하자는 제안을 뿌리친 것을 후회하고 있음을 깨닫고, 다시 닥터를 만날 수 있으리란 기대를 품고서 음모론 사건들을 조사하러 다니기 시작한다. 그렇게 도나는 런던 시민들을 대상으로 특별한 다이어트 약 제품을 판매하는 업체인 아디포스 인더스트리를 조사하게 된다. 한편으로 닥터도 해당 업체의 음모를 감지하고 도나가 온 줄은 모른 채 잠입한다. 두 사람은 아디포스 사에서 제조된 알약이란 게 체내에 쌓인 체지방을 생식에 써서, 아디포스라는 조그만 흰색 외계생명체를 만들어 내고, 밤중에 산란이 이루어져 숙주의 몸이 분해된다는 사실을 알게 된다. 여전히 서로의 존재를 모른 채 아디포스 사옥에 잠입하여 탐색하던 두 사람은 문득 어느 한 사무실에서 창문 건너로 서로를 마주한다. 이후 영국의 과체중 인간들을 숙주 삼아 아디포스 아기를 배양, 아디포스 1대 가족을 만들 음모를 지닌 외계인 포스터 씨와 맞닥뜨린다. 포스터 씨는 건물을 뛰다니는 닥터와 도나의 뒤를 쫓아가고, 마침내 한곳에서 붙잡는다. 포스터는 닥터에게 아디포스의 사육 행성이 파괴되는 바람에 대체 행성을 물색하기 위하여 자신에게 명을 내렸다고 밝힌다. 닥터는 포스터의 소닉 펜과 소닉 스크류드라이버를 이용해 엄청난 소음을 일으켜 주의를 끈 다음 탈출한다.
포스터 씨는 닥터가 계획을 방해할 것으로 짐작하고 실행에 박차를 가한다. 이에 런던 전역에서 수천 마리의 아디포스가 태어나기 시작한다. 닥터와 도나는 포스터가 저질러 버린 비상시 전면생식 단계의 실행을 막아, 약을 복용한 사람들의 목숨을 구한다. 이미 새롭게 태어난 아디포스는 아디포스 사로 향한다. 아디포스 1대 가족이 우주선에 도착하고, 옥상으로 찾아온 아디포스 새끼들을 모으기 시작한다. 닥터는 포스터에게 계획이 어느정도 진행된 만큼 버려질 것이므로 조심하라고 경고하지만 포스터는 닥터를 무시한다. 아니나 다를까, 불법으로 자행된 식민지화 시도 사실을 덮기 위해, 포스터를 우주선으로 끌어올리던 전송 빔이 닫히면서 포스터는 추락해 사망한다. 그런 한편으로 갓 태어난 아디포스들은 아이들이니까 죽이지 말자는 닥터를 보며, 도나는 닥터의 전 동행자인 마사의 영향으로 닥터가 좀 더 인간적인 성격으로 변했음을 알아차린다.
도나는 타디스를 타고 여행하자는 닥터의 지난 제안을 승낙한다. 이후 갖고 있던 차 키는 편지함에 두고, 나중에 엄마 실비아가 잘 회수해 갈 수 있도록, 어떤 금발의 여자에게 말 좀 전해달라고 부탁한다. 고개를 돌린 그 여자는 사실 로즈 타일러 였고, 발걸음을 돌려 어디론가 홀연히 사라져 버린다.